# مهند جعاز
مهند جعاز (عربی: مهند جعاز، آوانگاری: Muhanad Jihāz؛ زادهٔ ۱۰ آوریل ۱۹۹۷) بازیکن فوتبال اهل سوئد-عراق است.
از باشگاه‌هایی که در آن بازی کرده‌است می‌توان به باشگاه فوتبال نورشوپینگ اشاره کرد.
وی همچنین در تیم‌های ملی فوتبال زیر ۱۷ سال سوئد, زیر ۱۹ سال سوئد و عراق بازی کرده‌است.